# Grant City (New York City)

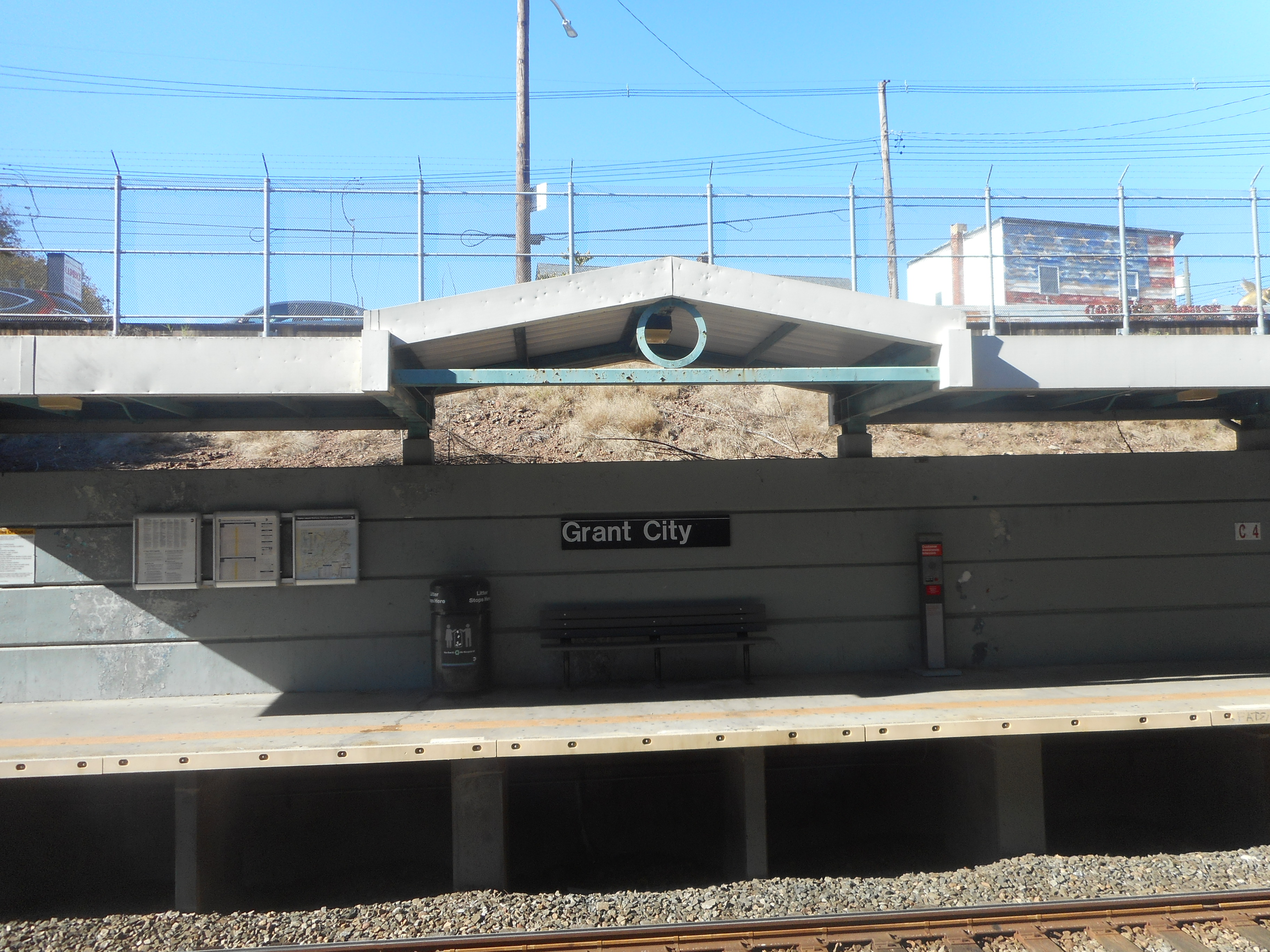
Bahnhof

Grant City ist ein Stadtteil auf der Ostseite von Staten Island, New York City, mit rund 9000 Einwohnern (2020).

## Etymologie
Der Name Grant City wurde zu Ehren von General Ulysses S. Grant vergeben, nachdem dieser Staten Island im späten 19. Jahrhundert besucht hatte. Ursprünglich hieß das Gebiet „Frenchtown“, da sich hier viele Hugenotten niederließen.

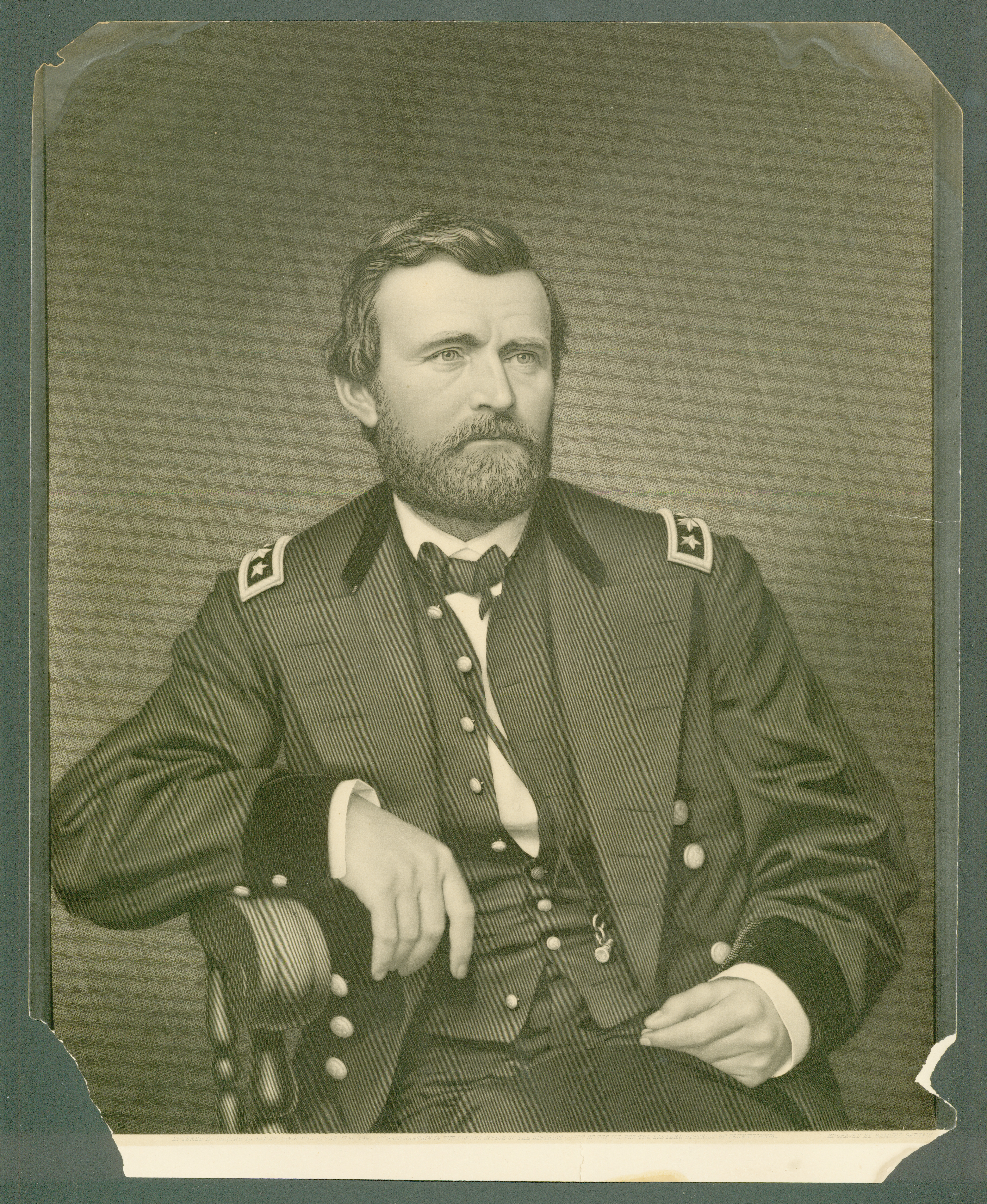
Ulysses S. Grant (1865)

## Lage
Grant City liegt auf der Ostseite von Staten Island im Postleitzahlengebiet 10306. Im Norden grenzt es an Dongan Hills, im Süden an New Dorp, im Osten an Midland Beach und im Westen an Todt Hill.

## Demografie
Die Bevölkerung von Grant City ist überwiegend weiß, mit einem starken Anteil irisch-amerikanischer Familien, besonders in den 1990er Jahren. Die Nachbarschaft ist bekannt für ihre Einfamilienhäuser aus den 1950er Jahren und eine politisch konservative Wählerschaft.

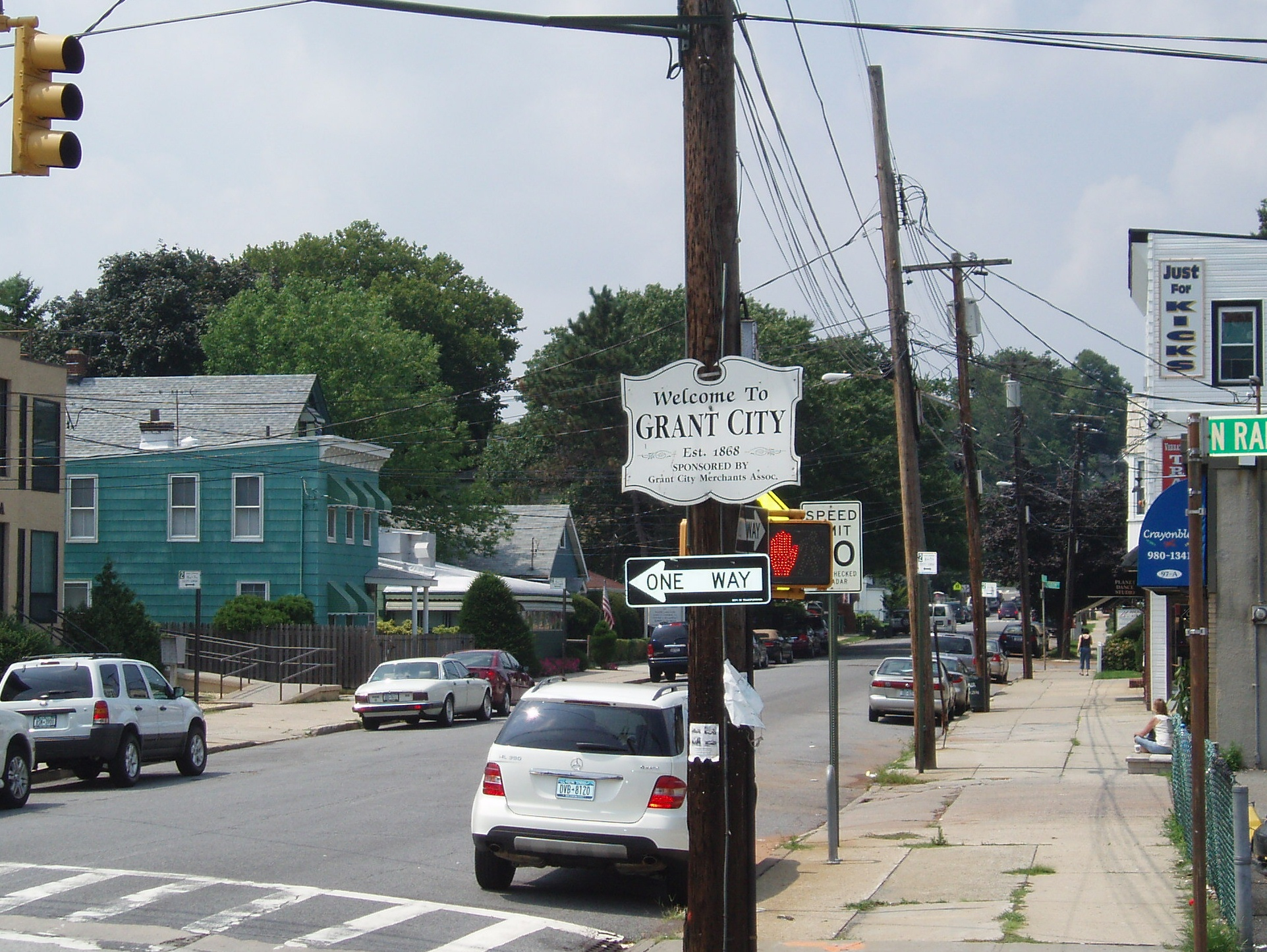
Willkommensschild

## Geschichte
Das Gebiet war zunächst von französischen Siedlern geprägt, bevor es nach dem Amerikanischen Bürgerkrieg zu Ehren von General Grant umbenannt wurde. Viele Straßen sind nach historischen Persönlichkeiten benannt, etwa Lincoln Avenue, Adams Avenue und Fremont Avenue. In den 1950er Jahren begann eine verstärkte Bautätigkeit, die nach der Eröffnung der Verrazzano-Narrows Bridge 1964 nochmals zunahm. Ein bekanntes historisches Gebäude war das Semler’s Midland Park Hotel, das bis ins 20. Jahrhundert bestand.